# Susanne Bartsch
Susanne Bartsch (Bäretswil, 1951) è un'attivista, socialite e artista svizzera.

## Biografia
A 17 anni è andata a vivere da sola a Londra, dove ha lavorato in alcuni negozi di alta moda ed è venuta a contatto con Vivienne Westwood, John Galliano, Malcolm McLaren, Boy George, Anna Piaggi (che ha rafforzato in lei la passione per il vintage) e lo stravagante sarto Stephen Jones, una sorta di ispiratore per la sua futura traiettoria nel campo delle tendenze.
Alla fine degli anni 80 si è trasferita a New York per convivere con Patrick, il ragazzo da lei frequentato all'epoca: qui ha rilevato un negozio di abbigliamento vintage, ha aperto una propria boutique in Soho e ha lavorato coi giovani creativi statunitensi Alpana Bawa e Michael Leva, che aveva già conosciuto a Londra. Divenuta membro di Club Kids, ha organizzato le sue prime feste trasgressive, per le quali è diventata celebre, in note discoteche di New York come Savage, Bentley e Copacabana, apparendo sistematicamente in costumi maschili, al fianco di drag queen e altri personaggi provocanti. Pioniera dei diritti LGBT e sostenitrice di altre campagne importanti, nel 1989 è stata l'artefice del Love Ball, grande evento pubblico organizzato a New York col quale ha raccolto 2 milioni e mezzo di dollari per destinarli alla ricerca sull'AIDS, malattia che aveva ucciso diversi suoi amici e conoscenti, come da lei rivelato in un'intervista a Swiss Magazine. Forte del risultato ottenuto, Susanne Bartsch ha creato altri Love Ball, che si sono svolti sia negli USA sia in Europa (a Londra e a Parigi).
Nel terzo millennio a Susanne Bartsch sono state dedicate diverse mostre, in cui un vasto pubblico ha potuto prendere visione di tanti suoi costumi.
Nel 2017 è stata omaggiata in Seven Women, film-documentario di Yvonne Sciò su sette donne che hanno lasciato il segno.
Nel 2022 ha vinto il Gran Premio Svizzero di Design. 

## Vita privata
Intorno ai primi anni 90 Susanne Bartsch si è insediata in quella che è ancora oggi la sua casa: una suite del Chelsea Hotel di New York.
Nel 1995 si è sposata con David Barton, imprenditore nel fitness, trasformando la cerimonia religiosa in un evento di moda vero e proprio, chiamato "Inspiration", nel quale ha fatto sfilare tutti i parenti stretti e gli amici più cari per poi apparire davanti al celebrante con un sottilissimo velo disegnato da Thierry Mugler . Il matrimonio è terminato con un divorzio nel 2010 ma Susanne ha mantenuto ottimi rapporti con l'ex marito, che l'affianca tuttora in molte sue iniziative.
Ha un figlio maschio, Bailey, che ha messo al mondo con Barton prima del matrimonio.